# Keta, Ghana

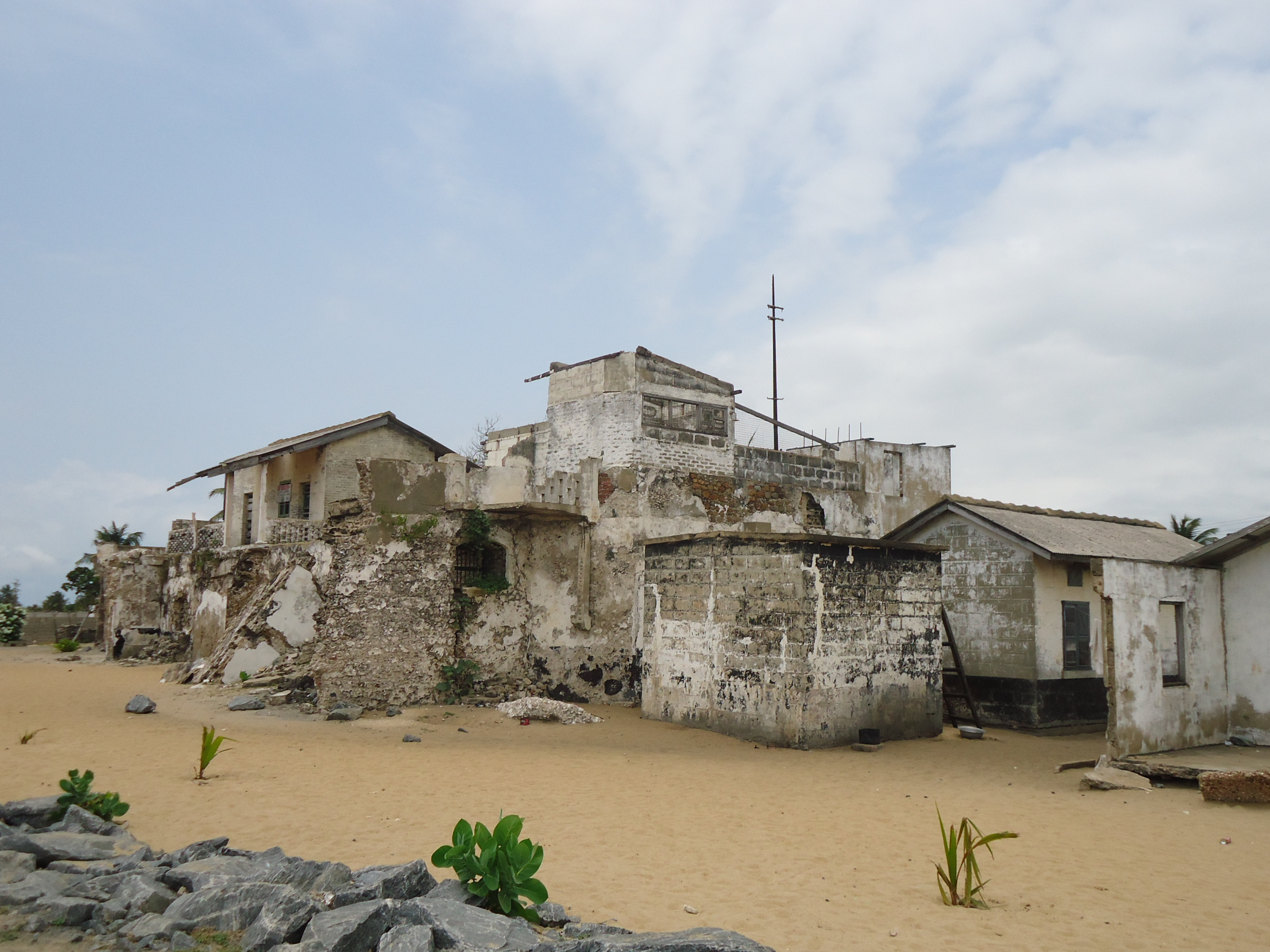
Ruinerna efter Fort Prinsensten.

Keta är en ort i sydöstra Ghana, belägen på en landtunga mellan Ketalagunen och Guineabukten. Den är huvudort för distriktet Keta, och folkmängden uppgick till 8 726 invånare vid folkräkningen 2010. Ruinerna efter Fort Prinsensten, byggt av danskarna 1784, ligger vid Keta.